# Pete Lee-Wilson
Peter „Pete“ Lee-Wilson (* 7. April 1960 in Wrexham, North Wales, Wales) ist ein britischer Schauspieler.

## Leben
Lee-Wilsons Vater ist Sydney Wilson, ein Theaterproduzent, seine Mutter ist klassische Tänzerin, die eine Tanzschule in Exmouth in der Grafschaft Devon betreibt. Ab seinem vierten Lebensjahr erfuhr er von seiner Mutter eine Ausbildung zum Tänzer. Mit 16 Jahren führte er seine Ausbildung an der Urdang Ballet School in London und mit 19 Jahren am Arts Educational London fort. Wenig später gründete er die Rockband KIX, die in Pubs und Lokalen in London auftrat. Er debütierte Ende der 1970er Jahre, Anfang der 1980er Jahre in einer Reihe von Fernsehserien als Episodendarsteller. 1980 mimte er den Hauptcharakter im Kurzfilm Knights Electric. Von 1987 bis 2015 verkörperte er verschiedene Rollen in der Fernsehserie Casualty. Von 1990 bis 2000 war er in 18 Episoden in verschiedenen Rollen in der Fernsehserie The Bill zu sehen. Davon verkörperte er in 12 Episoden die Rolle des Det. Supt. Steve Hodges. Mitte der 1990er Jahre spielte er in den Bibel-Fernsehfilmen Die Bibel – Josef und Die Bibel – Salomon mit. Größere Filmrollen hatte er 2005 in Erdbeben – Wenn die Erde sich öffnet... und 7 Sekunden, 2013 in Spider City – Stadt der Spinnen und 2017 in Film Stars Don’t Die in Liverpool.

## Filmografie (Auswahl)
- 1979: Shoestring (Fernsehserie, Episode 1x03)
- 1980: Dick Turpin (Fernsehserie, Episode 4x05)
- 1980: How's Your Father? (Fernsehserie, Episode 2x01)
- 1980: Metal Mickey (Fernsehserie, Episode 1x02)
- 1980: Knights Electric (Kurzfilm)
- 1981: The Gaffer (Fernsehserie, Episode 1x05)
- 1981: BBC2 Playhouse (Fernsehserie, Episode 7x15)
- 1981: West End Tales (Fernsehserie, Episode 1x04)
- 1981: Die kleinen und die feinen Leute (The Other 'Arf) (Fernsehserie, Episode 2x02)
- 1981: Maybury (Fernsehserie, Episode 1x03)
- 1981: Big Jim and the Figaro Club (Fernsehserie, Episode 1x03)
- 1982: Shelley (Fernsehserie, Episode 4x03)
- 1982: Radio Phoenix (Fernsehserie)
- 1982: Remembrance
- 1982: Play for Today (Fernsehserie, Episode 13x05)
- 1983: Crown Court (Fernsehserie, Episode 12x37)
- 1983: Heather Ann (Fernsehfilm)
- 1983: Jemima Shore Investigates (Fernsehserie, Episode 1x10)
- 1984: Die Bounty (The Bounty)
- 1984: Stars of the Roller State Disco (Fernsehfilm)
- 1985: C.A.T.S. Eyes (Fernsehserie, Episode 1x10)
- 1985: Summer Season (Fernsehserie, Episode 1x03)
- 1985: Die fliegenden Teufel (De flyvende djævle)
- 1986: Sid und Nancy (Sid and Nancy)
- 1987: Strike It Rich! (Fernsehserie, 5 Episoden)
- 1987: Drummonds (Fernsehserie, 2 Episoden)
- 1987: Out of Order
- 1987–2015: Casualty (Fernsehserie, 6 Episoden, verschiedene Rollen)
- 1989: Alles nur Theater (A Chorus of Disapproval)
- 1989: The Paradise Club (Fernsehserie, 7 Episoden)
- 1990: The Garden
- 1990: She-Wolf of London (Fernsehserie, Episode 1x01)
- 1990–2000: The Bill (Fernsehserie, 18 Episoden, verschiedene Rollen)
- 1991: Bloodrunners (Kurzfilm)
- 1991: Der Mann nebenan
- 1992: Moon and Son (Fernsehserie, Episode 1x04)
- 1992: Inspektor Morse, Mordkommission Oxford (Inspector Morse) (Fernsehserie, Episode 6x04)
- 1992: Men Behaving Badly (Fernsehserie, Episode 2x06)
- 1994: Moving Story (Fernsehserie, Episode 1x03)
- 1995: Die Bibel – Josef (Joseph) (Fernsehfilm)
- 1996: Our Friends in the North (Mini-Serie, 2 Episoden)
- 1996: Bugs – Die Spezialisten (Bugs) (Fernsehserie, Episode 2x08)
- 1996: Crimetime: Das Auge des Verbrechens (Crimetime)
- 1997: Wycliffe (Fernsehserie, Episode 4x06)
- 1997: Die Bibel – Salomon (Solomon) (Fernsehfilm)
- 1998: The Broker's Man (Fernsehserie, Episode 2x05)
- 1998: McCallum – Tote schweigen nicht (McCallum) (Fernsehserie, Episode 2x05)
- 1999: Dead on Time (Kurzfilm)
- 2000: Newborn (Fernsehfilm)
- 2002: Blade II
- 2003: Down to Earth (Fernsehserie, 3 Episoden)
- 2003: M.I.T.: Murder Investigation Team (Fernsehserie, Episode 1x02)
- 2004: Roulette (Kurzfilm)
- 2004: Julius Caesar (Fernsehfilm)
- 2005: Erdbeben – Wenn die Erde sich öffnet... (Nature Unleashed: Earthquake)
- 2005: 7 Sekunden (7 Seconds)
- 2007: Blood & Chocolate – Die Nacht der Werwölfe (Blood and Chocolate)
- 2007: Spooks – Im Visier des MI5 (Spooks) (Fernsehserie, Episode 6x01)
- 2009: Doctor Who (Fernsehserie)
- 2009–2014: Doctors (Fernsehserie, 4 Episoden, verschiedene Rollen)
- 2011: 7 Lives
- 2011: London's Burning (Fernsehfilm)
- 2012: Confessions from the Underground (Fernsehdokumentation)
- 2013: Spider City – Stadt der Spinnen (Spiders 3D)
- 2013: EastEnders (Fernsehserie)
- 2013: Scar Tissue
- 2013: Downton Abbey (Fernsehserie, Episode 4x09)
- 2015: Kick – Spiel um dein Leben (Kick)
- 2015: Kick-Sudden Death
- 2017: Film Stars Don't Die in Liverpool
- 2018: Unforgotten (Fernsehserie, Episode 3x03)
- 2019: Magic Man (Kurzfilm)
- 2020: Cursed – Die Auserwählte (Cursed) (Fernsehserie, Episode 1x02)